# Kreyenborg
Die Kreyenborg ist eine abgegangene Wasserburg der Herren von Langen nördlich des Stadtteils Lehrte von Haselünne im niedersächsischen Landkreis Emsland in einer Schleife der Hase.

## Beschreibung

Die Kreyenborg war zunächst Sitz des Adelsgeschlechts der Herren von Langen gen. Kreyenribbe (auch als „die Langen mit den Rauten im Wappen“ bezeichnet, zur Unterscheidung von einer gleichnamigen, aber stammes- und wappenverschiedenen Familie der Region). Als Burgmänner der Burg Tecklenburg versahen die von Langen auch Dienst an der tecklenburgischen Burg Lingen. Von hier gründete ein Zweig das Gut Kreyenribbe in einer gleichnamigen Flur bei Lengerich (Emsland). In einer Urkunde wird ein Johann von Langen genannt Kreyenribbe 1337 als Zeuge erwähnt. 1403 erbaut sein Sohn Johann von Langen-Kreyenribbe an der Hase die Kreyenborg, die sein gleichnamiger Sohn aber bereits 1427 veräußerte.

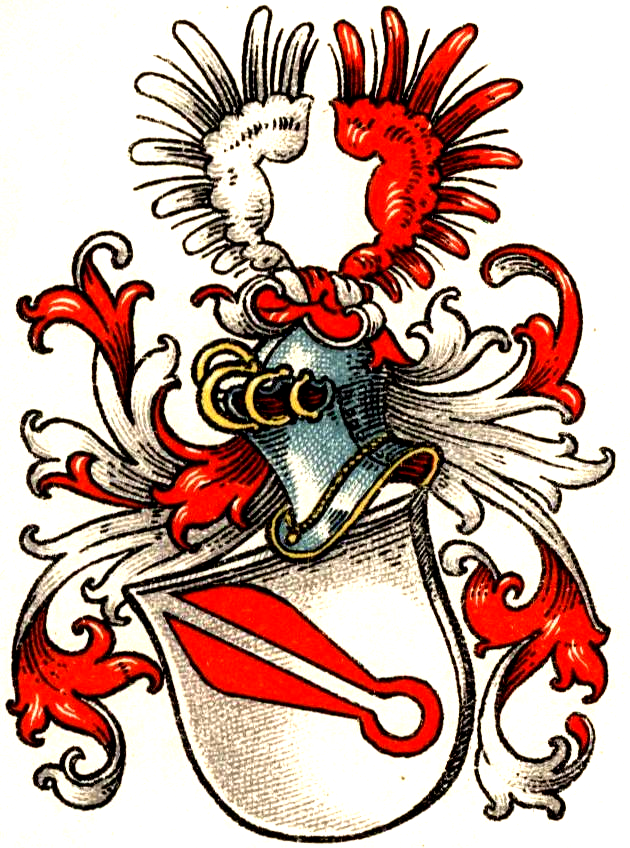

Der Erwerber war Engelbert I. von Langen († zwischen 1442 und 1446) aus dem Geschlecht der „Langen mit der Schafschere im Wappen“, die ebenfalls in und um Haselünne ansässig waren. Dieser war verehelicht mit Gertrud von Schatte († nach 1440), welche die Schwakenburg bei Andrup sowie den Schatte'schen Burgmannshof in Haselünne (dann Langen'scher, später Westerholt'scher Burgmannshof) mit in die Ehe brachte. Engelbert von Langen und seine streitbaren Söhne Roloff (Rolf) und Engelbert II. führten in der Mitte des 15. Jahrhunderts Fehden gegen die Bistümer Münster  und Osnabrück. Obwohl sie gefürchtet waren, kam es dabei aber nie zu direkten Maßnahmen der Städte oder Bistümer gegen die Kreyenburg, was auf eine stärkere Befestigung der Anlage schließen lässt. Die Brüder teilten 1475 die Kreyenburg unter sich auf; es kam zur Gründung zweier selbstständiger Rittergüter, der Ost- und der Westkreyenburg – mitten über den Burgplatz wurde ein Graben gezogen. Es bildeten sich zwei entsprechende Linien der Familie.
In der ersten Hälfte des 16. Jahrhunderts war die Ostkreyenborg stark verfallen, sie muss aber zu einem unbekannten Zeitpunkt wieder instand gesetzt worden sein. Anton von Langen, Herr auf Ost-Kreyenborg, starb 1622 als letzter Nachfahre seiner Linie; die unmündige Tochter verlor ihr Erbe, da der Vater im Dreißigjährigen Krieg auf der holländischen Seite gegen seinen Landesherrn, den Fürstbischof von Münster, gekämpft und so sein Lehnsrecht verwirkt hatte.
Die West-Kreyenborger Linie, die u. a. auch in Meppen und Haselünne ansässig war, starb erst 1741 mit Heinrich Engelbert Hermann Ignatz Anton von Langen (1684–1741), Corveyischer Geheimrat, aus. Er war Herr zu West-Kreyenburg, Fresenburg, Arkenstede (heute Ortsteil von Essen (Oldenburg)), Holte, Kamphaus und Wippingen. Erbstreitigkeiten mit den Familienzweigen Langen-Schwakenburg, Langen-Spieck und Langen-Sögelen sowie Überschuldung sorgten dafür, dass Heinrich Engelberts Erbin Sophie Ludowika das Erbe ausschlug.
Erst 1797 wurden beide Güter in der Hand von Heinrich Josef von Wüllenweber wiedervereinigt. Ab 1816 wurden die Ländereien stückweise verkauft. Der Bereich der Westkreyenborg kam an Heinrich Hilbrath. 1836 wurde die Ostkreyenburg auf Abbruch verkauft.
Der Standort der Kreyenborg ist heute nur noch als flache, rundliche Bodenerhöhung kenntlich, die innerhalb einer viereckigen Gräftenanlage von ca. 130 × 160 m Ausdehnung lag. Von dieser ist heute nur noch im Westnordwesten ein wasserführender Grabenabschnitt vorhanden. Die beiden Höfe waren durch einen Binnengraben getrennt. Die Westkreyenborg bestand aus einer quadratischen Gebäudegruppe mit fehlendem Südwesteck. Die Ostkreyenborg war ein einzelnes, rechteckiges Gebäude. Den Zugang zur Burg bildete ein mehrere hundert Meter langer Damm, der in die Nordwestseite einmündete. Unter der Oberfläche liegen noch starke Steinfundamente, wegen denen die Fläche nicht gepflügt werden kann.
Der Heimatverein hat Teile der Zugbrückenkonstruktion geborgen, die vor der Zufahrt ausgestellt sind.